# بلطي أزرق
البلطي الأزرق (الاسم العلمي:  Oreochromis aureus) هو نوع سمك من العائلة البلطية (المشط). الموطن الأصلي لهذه الأسماك هو شمال وغرب أفريقيا والشرق الأوسط، ومن خلال استقدامه؛ أسس هذا السمك مجموعات أخرى له في أماكن ثانية مختلفة أيضًا، ويشمل ذلك أجزاء من الولايات المتحدة، حيث تم الإعلان هناك على أن هذه الأسماك تعتبر أنواع مجتاحة وتسببت في أضرار بيئية كبيرة. يعرف هذا السمك باسم الكوربور الأزرق (بالإنجليزية:  Blue Kurper)‏ في جنوب أفريقيا.

## الوصف
لقد تم استقدام هذا النوع من أسماك المشط في الولايات المتحدة؛ ويتراوح طول جسم هذه الأسماك حوالي 5–8 بوصة (13–20 سـم)  ويصل وزنها إلى حوالي 5–6 رطل (2.3–2.7 كـغ). أكبر عينة من أسماك البلطي الأزرق التي تم توثيق اصطيادها، كان طولها حوالي 21 بوصة (53 سـم) وتزن أكثر من 10 رطل (4.5 كـغ). تنتمي أسماك البلطي الأزرق لمجموعة الأسماك التي تعتبر من نوع أسماك حاضنة فموية، ويتراوح عدد مجموعة البيوض التي تضعها الأنثى ما بين 160 إلى 1600 بيضة. الأسماك البلطية هذه تعتبر حيوانات نباتية بشكل رئيسي، ولكنها تستهلك في بعض الأحيان العوالق الحيوانية؛ النظام الغذائي للأسماك الصغيرة من هذا النوع يشمل اللافقاريات الصغيرة.

## الموائل ونطاقها
الموطن الأصلي لاسماك البلطي الأزرق هو شمال وغرب إفريقيا والشرق الأوسط. في أفريقيا، موطنها هناك هو أنهار السنغال والنيجر ونهر بنوي ونهر النيل في القسم السفلي منه. في الشرق الأوسط، موطنها الأصلي هو نهر الأردن. من خلال عملية الاستقدام، يمكن العثور على هذه الأسماك الآن في الولايات المتحدة في ولاية تكساس وألاباما وفلوريدا ونيفادا. كما تم تأسيس مجموعات منها في أمريكا الجنوبية، وأمريكا الوسطى وأمريكا الجنوبية، وجنوب شرق آسيا. تم استيراد المخزونات الأصلية من البلطي الازرق في الولايات المتحدة من إسرائيل.
البلطي الأزرق هو نوع سمك بالأساس من أنواع أسماك المياه العذبة والمياه المسوسة، ويتواجد في مجموعة واسعة ومتنوعة من الموائل، مثل، الجداول والأنهار والبحيرات والبرك، لكنه مع ذلك يمتلك قدرة تحمل عالية للمياه المالحة، ويستطيع تحمل المياه التي تكون مفرطة الملوحة؛ حيث يمكنه تحمل المياه التي تصل نسبة الملوحة فيها إلى حوالي 4.5٪ (نسبة ملوحة مياه البحر هي حوالي 3.5 ٪). يتواجد هذا السمك بشكل أساسي في المياه التي تتراوح درجة الحرارة بها من 12–32 °م (54–90 °ف)، ولكنه يستطيع تحمل المياه التي تتراوح درجات الحرارة بها ما بين 8 و 40 °م (46–104 °ف).

### بحيرة طبريا والجليل
يعرف السمك البلطي الأزرق حول مناطق بحيرة طبريا والجليل باسم «سمكة القديس بطرس الأردنية» وكان يسافر هذا النوع من السمك بشكل تقليدي عبر نهر الأردن من بحيرة الحولة إلى بحيرة طبريا. لونه هو أسود وهو أكبر حجما من «سمكة القديس بطرس الشائعة» التي يكون لونها أبيض وتعرف أيضا باسم «سمكة القديس بطرس». يسمى هذا النوع من الأسماك أيضا؛ هو وأنواع الأسماك القريبة منه، بسمك المشط وقد تم تبنية هذا الاسم باللغة العبرية الحديثة. نوع آخر من أنواع «أسماك القديس بطرس» هو سمك «بلطي الجليل الأبيض»؛ ويتم نعته كذلك باللغة العربية بسمك المشط الأبيض، لونه هو أبيض وحجمه أكبر من حجم أسماك البلطي الزيلي أيضا.

## نوع مجتاح
تم نشر أسماك البلطي الأزرق كنوع مستقدم في العديد من الأماكن حول العالم، لاستخدامه كسمكة طعام، وكثيراً ما يتم استخدامه من أجل التحكم في النباتات المائية. قد يكون وجودها موثقًا بشكل خاطئ في العديد من الحالات باسم سمك بلطي نيلي، لأن النوعين تم تمييزهما عن بعضهما البعض فقط مؤخرًا.

### في الولايات المتحدة الأمريكية
منذ دخولها إلى فلوريدا في عام 1961، زادت هذه الأسماك من مدى نطاق تواجدها ووتيرة تكاثرها. وهي الآن أكثر نوع سمك منتشر من الأنواع الأجنبية في فلوريدا، حيث يتواجد مجموعات من هذه الأسماك حتى أقصى الشمال مثل بحيرة أليس في غينزفيل. هذا الأمر يشكل مشكلة إدارية كبيرة بالنسبة لادارة المتنزهات الوطنية بسبب هيمنة تواجد هذه الأسماك في تايلور سلاو في حديقة إيفرغلاديس الوطنية، حيث غيرت الشكل الهيكلي لمجتمع الأسماك هناك. الأنواع هذه أيضا توسع نطاق تواجدها في ولاية تكساس. كانت أسماك البلطي هذه في الماضي مسؤولة عن تثبيط أعداد اسماك القاروص ذو الفم الكبير في بحيرة ترينيداد في مقاطعة هندرسون حتى تم إبادتها هناك، وكان سببا سبب في انخفاض أعداد ذوات الصدفتين (الاسم بالإنجليزية: Unionidae) في اثنين من مجمعات المياه في تكساس. وأيضًا كان سببا في الانخفاض الحاد في أعداد الأسماك المحلية التي تتواجد في مناطق الينابيع الساخنة الطبيعية بولاية نيفادا.